# Aguaducho

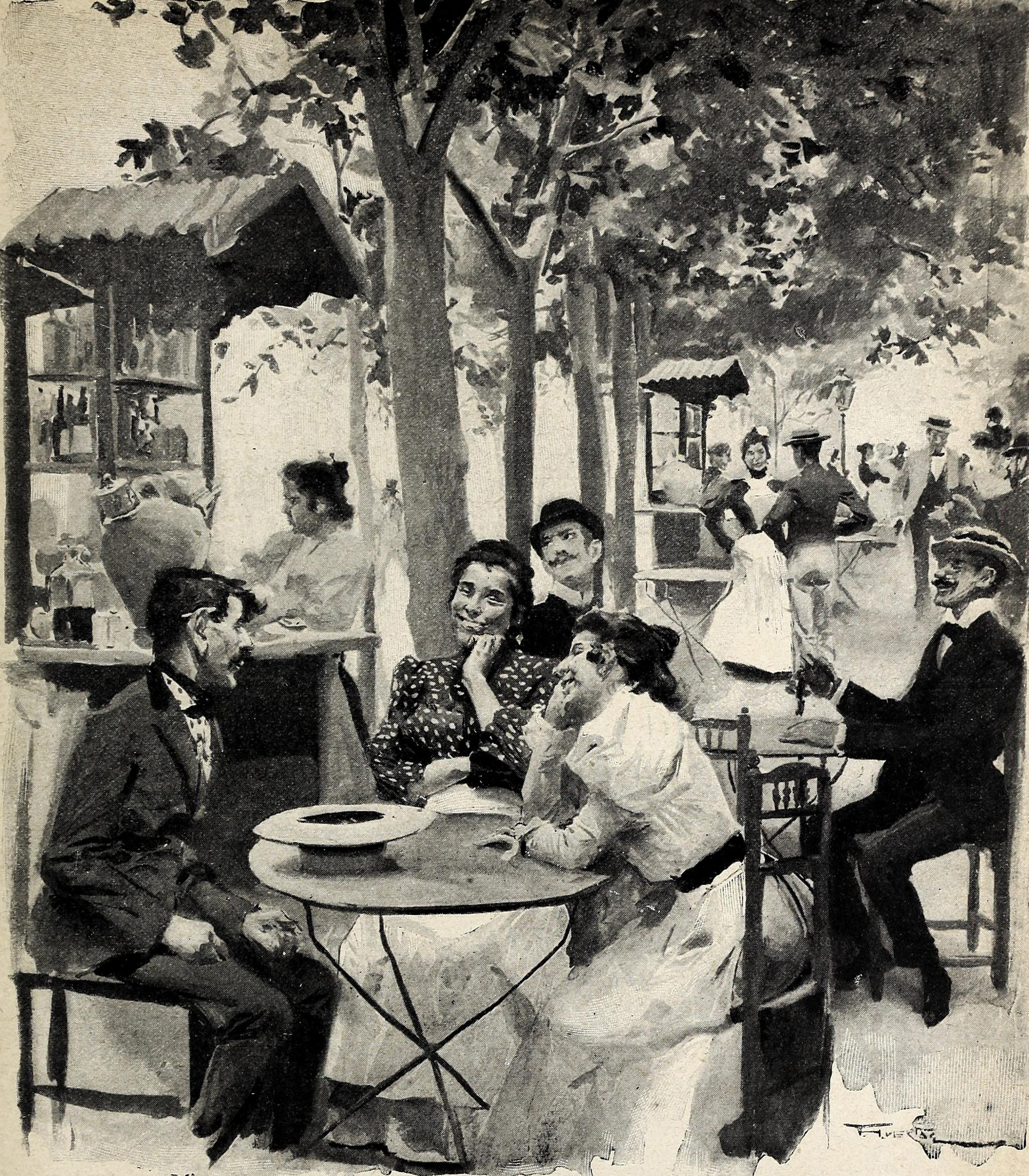
Grupo de madrileños sentados en una mesa junto a un aguaducho

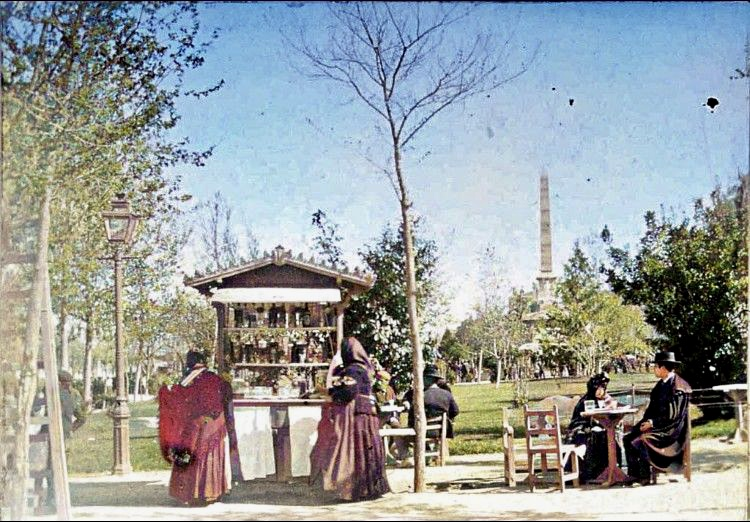
Aguaducho en el Paseo del Prado (Madrid) a finales del siglo XIX

Los aguaduchos fueron un tipo de quiosco que se dedicaba a la distribución de refrescos. Entre los productos que servían se encontraban bebidas como el agua de cebada, la horchata o simplemente agua. Muy comunes antaño en la ciudad de Madrid, se instalaban durante la temporada estival para aplacar la sed de los transeúntes.